# Elias Martello Curzel
Elias Martello Curzel (Vacaria, 12 de julho de 1996), é um futebolista brasileiro, que atua como goleiro. Atualmente está no Operário Ferroviário.

## Carreira

### Juventude
Entrou para a equipe profissional do Juventude em 2015, começando como terceiro goleiro, porém com a saída do goleiro titular, Airton Moraes, assumiu a titularidade. A estreia ocorreu no dia 27 de junho contra o Madureira no estádio Aniceto Moscoso, com o resultado final sendo 4x3 para a equipe gaúcha. Disputou 14 partidas, todas pela Série C, com 7 vitórias, 4 empates e 3 derrotas, sofrendo 19 gols e tendo 6 clean sheets.
Em 2016 foi o titular absoluto na temporada, sendo peça fundamental da boa campanha da equipe em todas as competições disputadas. Foi campeão do quadrangular longevidade no início do ano. No gauchão foi um dos destaques da equipe que foi vice-campeã contra o Internacional. Na Série C, o Juventude conseguiu o 4º lugar na classificação geral, consequentemente o acesso a Série B de 2017, com o jogo decisivo da volta das quartas de final terminando em 1x1 contra o Fortaleza, onde o goleiro foi o jogador decisivo, fazendo diversas defesas para salvar o Papo. Na Copa do Brasil, o time fez uma excelente campanha, eliminando equipes como Coritiba, Paysandu e São Paulo até ser eliminado nas quartas de final em um jogo polêmico contra o Atlético-MG, vencendo a volta por 1x0 no tempo normal e perdendo por 4x2 nos pênaltis, recebendo elogios do grande goleiro Victor. No final do ano, renovou o contrato até maio de 2018.
Na temporada em geral foram 42 jogos, sendo 17 pela Série C, 8 pela Copa do Brasil e 17 pelo Gauchão, com 43 gols sofridos e 12 clean sheets.
Sua passagem pelo clube foi marcada por grandes defesas e carinho da torcida, participando, ao todo, de 56 jogos, sofrendo 62 gols e tendo 18 partidas sem sofrer gols.

### Chapecoense
Assinou com a Chapecoense para empréstimo com opção de compra, no dia 20 de dezembro de 2016, como uns dos reforços depois do Voo LaMia 2933.
Não atuou em muitos jogos durante 2017, sendo reserva de nomes como Artur Moraes e Jandrei, porém foi destaque e conseguiu se mostrar na partida da contra o Barcelona, pelo troféu Joan Gamper, no dia 8 de agosto de 2017.
Em janeiro de 2018, foi comprado em definitivo pela Chapecoense e no mesmo ano foi emprestado ao Vitória.
Voltou para o time alviverde no final de 2018 onde ficou até o fim de 2021, sendo repassado por empréstimo no mesmo ano para Azuriz e Paysandu, clube que se transferiu após o fim do contrato.
Ao todo foram 11 partidas disputadas, 11 gols sofridos e 3 clean sheets.

### Vitória
Após ser comprado pela Chapecoense, foi emprestado a equipe baiana até o final do ano de 2018, onde disputou 8 jogos, sofreu 17 gols e teve 2 clean sheets.

### Azuriz
Em 2021, Elias foi emprestado a recém-criada equipe paranaense Azuriz FC, com a ideia de ganhar mais minutagem em campo. Porém, logo na sua chegada, sofreu uma grave lesão que o impossibilitou de atual pela equipe da gralha.

### Paysandu
No final de 2021 assinou em definitivo com a equipe bicolor, onde teve uma boa sequencia no Campeonato Paraense, atuando em todas as partidas praticamente, porém perdeu espaço no decorrer do ano, atuando em mais 3 jogos. No total foram 16 jogos com 17 gols sofridos e 9 clean sheets.

### Botafogo-PB
Em novembro de 2022, foi anunciado pelo Botafogo-PB onde atuou em 8 jogos, sofrendo 6 gols e ficando 3 sem levar. Antes mesmo do término da primeira fase do Campeonato Paraibano, o contrato foi rescindido, com a atitude partindo do jogador, alegando problemas pessoais.

### Sampaio Corrêa
Em agosto de 2023, foi anunciado como reforço do Sampaio Corrêa para a sequencia da Série B. Em novembro deixou a equipe maranhense sem jogar nenhuma partida.

### Itabirito
No início de 2024, buscando reerguer a carreira, fechou um contrato com o recém fundado Itabirito FC para o Campeonato Mineiro, onde fez uma boa campanha terminando em 3º no grupo A, porém não se classificando para a próxima fase. Elias foi um dos principais destaques da equipe, entrando em campos 8 vezes e saindo 1 vez sem sofrer gols.

### América-MG
Após se destacar no Itabirito, foi anunciado pelo América por empréstimo para a Série B de 2024. No américa fez um bom campeonato brasileiro, se destacando pelas boas defesas, terminando na 8ª posição, atuando em 22 jogos e ficando 7 sem ser vazado.

### Operário Ferroviário
Em novembro de 2024, assinou um pré-contrato com o Operário Ferroviário do Paraná para 2025. Na primeira fase do campeonato paranaense, foi o principal destaque da equipe, fazendo defesas muito importantes que garantiram a primeiro colocação dos pontos corridos. No mata mata foi a peça fundamental na conquista do título, fazendo grandes atuações e defendendo a cobrança decisiva que garantiu o segundo título do fantasma.

## Títulos
Juventude
- Quadrangular Longevidade: 2016

Chapecoense
- Campeonato Catarinense: 2017, 2020
- Campeonato Brasileiro - Série B: 2020

Operário-PR
- Campeonato Paranaense: 2025[12]

## Estatísticas
Atualizadas até 03 de abril de 2025[carece de fontes?]
| Clube                | Ano   | Jogos | Clean Sheets | Gols Sofridos |
| -------------------- | ----- | ----- | ------------ | ------------- |
| Juventude            | 2015  | 14    | 6            | 19            |
| Juventude            | 2016  | 42    | 12           | 43            |
| Chapecoense          | 2017  | 8     | 2            | 9             |
| Chapecoense          | 2018  | 2     | 0            | 2             |
| Chapecoense          | 2019  | -     | -            | -             |
| Chapecoense          | 2020  | 1     | 1            | 0             |
| Vitória              | 2018  | 8     | 2            | 17            |
| Azuriz               | 2021  | -     | -            | -             |
| Paysandu             | 2021  | 1     | 1            | 0             |
| Paysandu             | 2022  | 15    | 8            | 17            |
| Botafogo-PB          | 2023  | 8     | 3            | 6             |
| Sampaio Corrêa       | 2023  | -     | -            | -             |
| Itabirito            | 2024  | 8     | 1            | 12            |
| América-MG           | 2024  | 22    | 7            | 20            |
| Operário Ferroviário | 2025  | 19    | 7            | 14            |
| TOTAL                | TOTAL | 148   | 50           | 159           |